# ساندی پیپل
ساندی پیپل (به انگلیسی: Sunday People) یک روزنامه بریتانیایی یکشنبه است. در ۱۶ اکتبر ۱۸۸۱ با نام پیپل تأسیس شد.
پیپل زمانی که متعلق به ادامز پرس بود، همراه با ادامز توسط گروه میرور در سال ۱۹۶۱ همراه با دیلی هرالد (بریتانیا) خریداری شد. اکنون توسط ریچ پلیس منتشر می‌شود و یک وب سایت با مقالات میرور را به اشتراک می‌گذارد. پیپل در ژوئیه ۲۰۱۱ در پی بسته شدن نیوز آو د ورلد میانگین تیراژ یکشنبه‌اش به تیراژ ۸۰۶۵۴۴ رسید. در دسامبر ۲۰۱۶ تیراژ آن افت کرد و به ۲۳۹۳۶۴ نسخه رسید و تا اوت ۲۰۲۰ به ۱۲۵۲۱۶ کاهش یافت.

## رویدادهای قابل توجه
در مارس ۱۹۵۱ ساندی پیپل (که در آن زمان با نام مردم شناخته می‌شد) مقاله‌ای منتشر کرد که در آن ادعا می‌کرد که ارتش بریتانیا به مزدوران ایبان اجازه داده بود تا پوست سر اجساد کشته‌ها در جنگ مالایا را جمع‌آوری کنند. مقامات استعماری بریتانیا این مقاله را به عنوان یک تهدید تبلیغاتی بالقوه دیدند و طرح‌هایی را علیه انتشار آن به کار بردند و یک ردیه در استریت تایمز نوشتند. صحت ادعاهای این روزنامه بعدها پس از رسوایی پوست سر مالاییان بریتانیایی تأیید شد.

## ستون‌نویسان برجسته
- گری بوشل یک ستون نظرات تلویزیونی دو صفحه‌ای با نام «بوشل روی جعبه» داشت، اما در اوایل سال ۲۰۰۷ آنجا را ترک کرد و بعداً به دیلی استار ساندی رفت.
- جیمی گریوز، فوتبالیست سابق انگلیس[۹]
- فرد ترومن، بازیکن سابق کریکت انگلیس و بول‌باز سریع
- فرد هریسون، نویسنده اقتصاد شناخته شده ۱۹ کتاب
- دین دانهام، مقاله‌نویس مصرف‌کننده و مرجع پیشرو در قانون مصرف‌کننده.

## ویراستاران
- ۱۸۸۱: سباستین ایوانز
- ۱۸۹۰: هری بنجامین فوگل
- ۱۹۰۰: جوزف هاتون
- ۱۹۱۳: جان سانسوم
- ۱۹۲۲: رابرت دونالد
- ۱۹۲۴: هانن سوفر
- ۱۹۲۵: هری اینسورث
- ۱۹۵۷: استوارت کمبل
- ۱۹۶۶: باب ادواردز
- ۱۹۷۲: جفری پینینگتون
- ۱۹۸۲: نیکلاس لوید
- ۱۹۸۴: ریچارد استات
- ۱۹۸۵: ارنی برینگتون
- ۱۹۸۸: جان بلیک
- ۱۹۸۹: وندی هنری
- ۱۹۸۹: ارنی برینگتون (بازیگر)
- ۱۹۹۰: ریچارد استات
- ۱۹۹۱: بیل هاگرتی
- ۱۹۹۲: بریجت رو
- ۱۹۹۶: برندون پارسونز
- ۱۹۹۸: نیل والیس
- ۲۰۰۳: مارک توماس
- ۲۰۰۸: لوید امبلی
- ۲۰۱۲: جیمز اسکات
- ۲۰۱۴: آلیسون فیلیپس[۱۰]
- ۲۰۱۶: گری جونز[۱۱]
- ۲۰۱۸: پیتر ویلیس[۱۲][۱۳][۱۴]
- ۲۰۲۰: پل هندرسون[۱۵]
- ۲۰۲۱: جما آلدریج